# Liangqing
Liangqing (chinesisch 良庆区, Pinyin Liángqìng Qū; Zhuang Liengzcing Gih) ist ein chinesischer Stadtbezirk der bezirksfreien Stadt Nanning, der Hauptstadt des Autonomen Gebietes Guangxi der Zhuang-Nationalität im Süden der Volksrepublik China. Er hat eine Fläche von 1.369 km² und zählt 384.700 Einwohner (Stand: Ende 2018). Regierungssitz ist die Großgemeinde Liangqing (良庆镇).

## Administrative Gliederung
Auf Gemeindeebene setzt sich der Stadtbezirk aus fünf Großgemeinden zusammen.
Diese sind:
- Großgemeinde Liangqing 良庆镇
- Großgemeinde Nama 那马镇
- Großgemeinde Nachen 那陈镇
- Großgemeinde Datang 大塘镇
- Großgemeinde Nanxiao 南晓镇